# 광인일기 (니콜라이 고골)
《광인일기》(러시아어: Запи́ски сумасше́дшего 자피스키 수마스셰드셰고[*])는 러시아의 소설가 니콜라이 고골이 집필한 단편 소설로, 1834년 집필이 완료되어 1835년 단편 소설집 《아라베스크》에 수록되어 최초로 발행되었고 이후 1843년 작품집 《페테르부르크 이야기》에도 수록되었다.

## 등장 인물
- 악센티 이바노비치 포프리신(Аксентий Иванович Поприщин)

관청에서 일하는 9등관으로, 본 작품의 주인공이다.

## 참고 문헌
- 니콜라이 고골 (2002년 9월 30일). 《페테르부르크 이야기》. 민음사 세계문학전집 68. 번역 조주관. ISBN 9788937460685.
- 홍대화 (2015년 3월). “고골의「광인일기」에 나타난 서사구조 : '고결한 귀족'의 자기기만의 서사와 거울구조”. 《슬라브학보》 30 (1).